# Sprattus
Sprattus es un género de peces clupeiformes de la familia Clupeidae.

## Especies
Se reconocen las siguientes especies:
- Sprattus antipodum
- Sprattus fuegensis
- Sprattus muelleri
- Sprattus novaehollandiae
- Sprattus sprattus